# PitchCom
PitchCom是一種用於棒球比賽的無線通訊系統，它可以讓捕手在不使用手勢等可見信號的情況下，以無線電訊號向投手配球，可阻止對手偷暗號，並省下時間、加快比賽節奏。PitchCom於2021年在美國職棒小聯盟進行測試，並在2022年大聯盟春訓與例行賽起開放使用。
2024年1月中職總教練會議決議，開放使用PitchCom，2024年7月味全龍成為開始使用PitchCom的首支隊伍，2025年2月統一7-ELEVEn獅也宣布於新賽季中使用PitchCom。